# Sharon Cherop
Sharon Jemutai Cherop (16 marzo 1984) è una maratoneta keniota.

## Palmarès
| Anno | Manifestazione    | Sede     | Evento       | Risultato | Prestazione | Note                                     |
| ---- | ----------------- | -------- | ------------ | --------- | ----------- | ---------------------------------------- |
| 2000 | Mondiali juniores | Santiago | 5000 m piani | Bronzo    | 16'23"73    |                                          |
| 2011 | Mondiali          | Taegu    | Maratona     | Bronzo    | 2h29'14"    | Miglior prestazione personale stagionale |

## Campionati nazionali
1999
- Bronzo ai campionati kenioti, 10000 m - 32'52"8

2000
- Oro ai campionati kenioti juniores, 5000 m - 15'40"7

2002
- 6º ai campionati kenioti, 10000 m - 33'49"4

2010
- 5º ai campionati kenioti, 10000 m - 32'32"72

2011
- 5º ai campionati kenioti, 10000 m - 32'03"0

2012
- 9º ai campionati kenioti, 10000 m - 32'59"10

2013
- Argento ai campionati kenioti, 10000 m - 32'46"3

## Altre competizioni internazionali
2005
- Argento alla Mezza maratona di Nairobi ( Nairobi) - 1h13'57"
- 5° alla Mezza maratona di Coban ( Cobán) - 1h19'07"
- Argento alla Bellin Run ( Green Bay) - 35'02"

2007
- Bronzo alla Twin Cities Marathon ( Saint Paul) - 2h38'45"
- 6° alla Mezza maratona di Lisbona ( Lisbona) - 1h11'27"
- 4° alla Mezza maratona di Philadelphia ( Filadelfia) - 1h10'21"
- 6° alla Mezza maratona di Virginia Beach ( Virginia Beach) - 1h12'24"
- Oro alla Mezza maratona di Parkersburg ( Parkersburg) - 1h12'26"
- Argento alla Mezza maratona di Nairobi ( Nairobi) - 1h18'19"

2008
- 4° alla Maratona di Nashville ( Nashville) - 2h39'52"
- 5° alla Cherry Blossom Ten Miles ( Washington), 10 miglia - 55'07"
- 4° all'Azalea Trail Run ( Mobile) - 32'43"
- 4° alla Crescent City Classic ( New Orleans) - 32'59"

2009
- Bronzo alla Maratona di Nairobi ( Nairobi) - 2h33'53"

2010
- Oro alla Maratona di Toronto ( Toronto) - 2h22'43"
- Oro alla Maratona di Amburgo ( Amburgo) - 2h28'38"
- 8° alla Mezza maratona di Delhi ( Nuova Delhi) - 1h08'51"

2011
- Bronzo alla Maratona di Boston ( Boston) - 2h22'42"
- Argento alla Mezza maratona di Delhi ( Nuova Delhi) - 1h07'08"

2012
- Oro alla Maratona di Boston ( Boston) - 2h31'50"
- Oro alla Maratona di Torino ( Torino) - 2h23'57"
- 7° alla Maratona di Dubai ( Dubai) - 2h22'39"
- Oro alla Mezza maratona di Philadelphia ( Filadelfia) - 1h07'21"
- Bronzo alla B.A.A 10K ( Boston) - 32'03"
- 5° alla Corrida de Mulher ( Lisbona), 5 km - 16'18"

2013
- Argento alla Maratona di Berlino ( Berlino) - 2h22'28"
- Bronzo alla Maratona di Boston ( Boston) - 2h27'01"
- Oro alla Maratona di Singapore () - 2h41'12"
- 11° alla Mezza maratona di Ras Al Khaimah ( Ras Al Khaimah) - 1h09'04"
- Argento alla Peachtree Road Race ( Atlanta) - 32'10"

2014
- 6° alla Maratona di Boston ( Boston) - 2h23'00"
- Argento alla Maratona di Francoforte ( Francoforte sul Meno) - 2h23'44"
- Argento alla Roma-Ostia ( Roma) - 1h08'51"
- 5° alla Mezza maratona di Luanda ( Luanda) - 1h09'50"
- 7° alla Corrida de Săo Silvestre ( Luanda) - 34'03"

2015
- 5° alla Maratona di Boston ( Boston) - 2h26'05"
- Argento alla Maratona di Toronto ( Toronto) - 2h24'16"
- Bronzo alla Maratona di Singapore () - 2h44'53"
- Bronzo alla Roma-Ostia ( Roma) - 1h09'13"
- Bronzo alla Mezza maratona di Bogotá ( Bogotà) - 1h13'55"
- 7° alla Corrida de Mulher ( Lisbona), 5 km - 16'25"

2017
- 6° alla Maratona di Istanbul ( Istanbul) - 2h39'34"

2018
- 4° alla Maratona di Roma ( Roma) - 2h29'06"
- 4° alla Maratona di Lubiana ( Lubiana) - 2h25'02"
- 4° alla Mezza maratona di Parigi ( Parigi) - 1h08'22"
- Argento alla Mezza maratona di Porto ( Porto) - 1h11'09"

2019
- 12° alla Maratona di Boston ( Boston) - 2h31'41"
- 5° alla Maratona di Lubiana ( Lubiana) - 2h25'11"
- 6° alla Maratona di Singapore () - 2h38'46"
- 4° alla Mezza maratona di Lille ( Lilla) - 1h11'21"

2020
- Oro alla Maratona di Lagos ( Lagos) - 2h31'40"

2023
- Oro alla Milano Marathon ( Milano) - 2h26'12"